# Harvey Sutton
Harvey Vincent Sutton (Castlemaine, 18 febbraio 1882 – Rose Bay, 21 giugno 1963) è stato un mezzofondista e medico australiano.

## Biografia
Ha partecipato alle Olimpiadi estive del 1908 a Londra nel team dell'Australasia, il quale riunisce partecipanti australiani e neozelandesi. Negli 800 metri Sutton si è classificato terzo nelle semifinali e non è avanzato di posizione nella finale. Il suo tempo è stato 2:00.0.
È stato il primo studente Rhodes della Victoria.
Nel 1921, si è trasferito alla NSW scuola medica e nel 1930 è diventato il primo medico della Scuola di Salute Pubblica e Medicina Tropicale presso l'Università di Sydney. Aveva un particolare interesse negli approcci eugenetici alla morale e allo sviluppo fisico dei bambini. Credeva che lo sviluppo nazionale dipendesse da un intervento dello Stato nell'ambito dell'istruzione e della sanità pubblica.

## Pubblicazioni
- Harvey Sutton, Lectures on Preventative Medicine, Sydney, Consolidated Press, 1944.